# Графско-монашеский путь
51°02′52″ с. ш. 7°07′02″ в. д.
Графско-монашеский путь (нем. Grafen- und Mönchsweg) — один из 24 тематических туристских маршрутов Бергишес-Ланд, знакомящих туристов с окрестностями коммуны Оденталь и её природными, историческими и техническими достопримечательностями. Относится к наиболее качественно проработанным туристским маршрутам Северного Рейна-Вестфалии и Германии.

## Общая характеристика маршрута

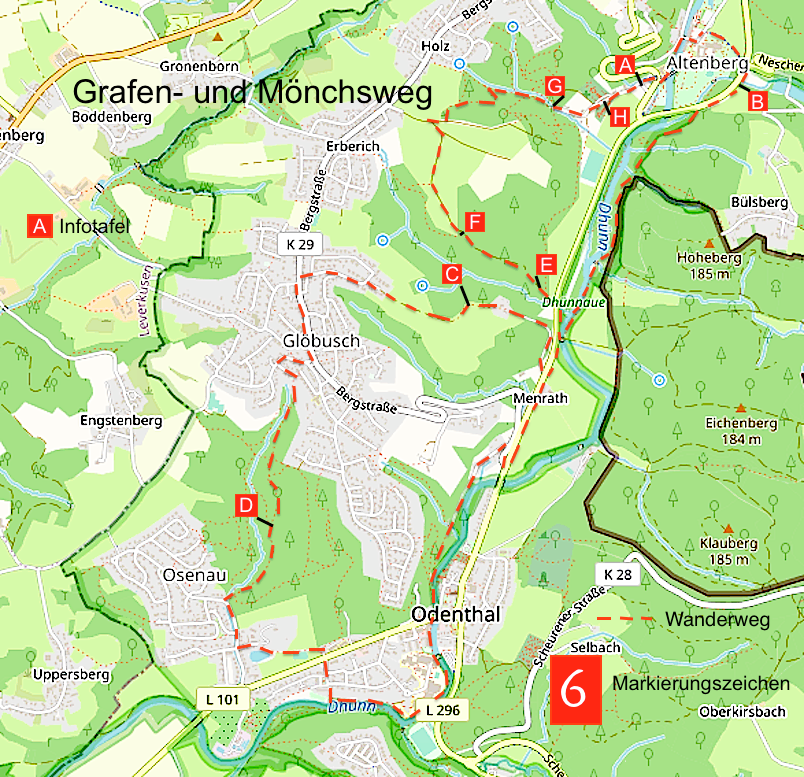
Картосхема маршрута 6

Этот однодневный культурно-исторический маршрут разработан и профинансирован маркетинговым предприятием «Натур-арена», курирующим разработку туристских маршрутов 21 коммун и городов районов Рейниш-Бергиш и Обербергиш историко-культурного и природного региона Бергишес-Ланд..
Основная цель маршрута — знакомство туристов и паломников со средневековой историей территории между современным Альтенбергским собором и административным центром Оденталь. В середине XI века в этом месте на горном отроге над долиной реки Дюнн дворянская семья основывает крепость-поместье под названием Берге. Со временем его название переходит в фамилию этих дворян, которые становятся князьями фон Берг (сначала графами, а потом и герцогами). Их влияние распространяется на огромную территорию, со временем названную Бергишес-Ланд..
В 1133 году семья фон Берг основывает новый замок на реке Вуппер (называемый сегодня замок Бург), а свою старую крепость Берге с окружающими её лесами и сельскохозяйственными угодьями передаёт в собственность монашеского ордена цистерцианцев. Вскоре монахов перестаёт устраивать крепость Берге и они возводят отдельно стоящий монастырь, сооружения которого сегодня называются Альтенбергом. Его основной церковью становится грандиозное сооружение, называемого ныне Альтенбергский Дом..
Этот туристский маршрут проходит по территории непосредственно крепости Берге и окружающим землям. Длина маршрута составляет 11,4 км и носит круговой характер в виде восьмёрки. В системе тематических маршрутов он обозначен маркировкой с номером 6 на красном фоне. Перепад высот по маршруту колеблется от 74 м н. у. м. до 188 м. н. у. м. Общий подъём составляет 283 метра, общий спуск — 277 м.. Маркировка маршрута очень хорошая. Степень сложности — средняя..

## Галерея 1

Варианты маркировки маршрута
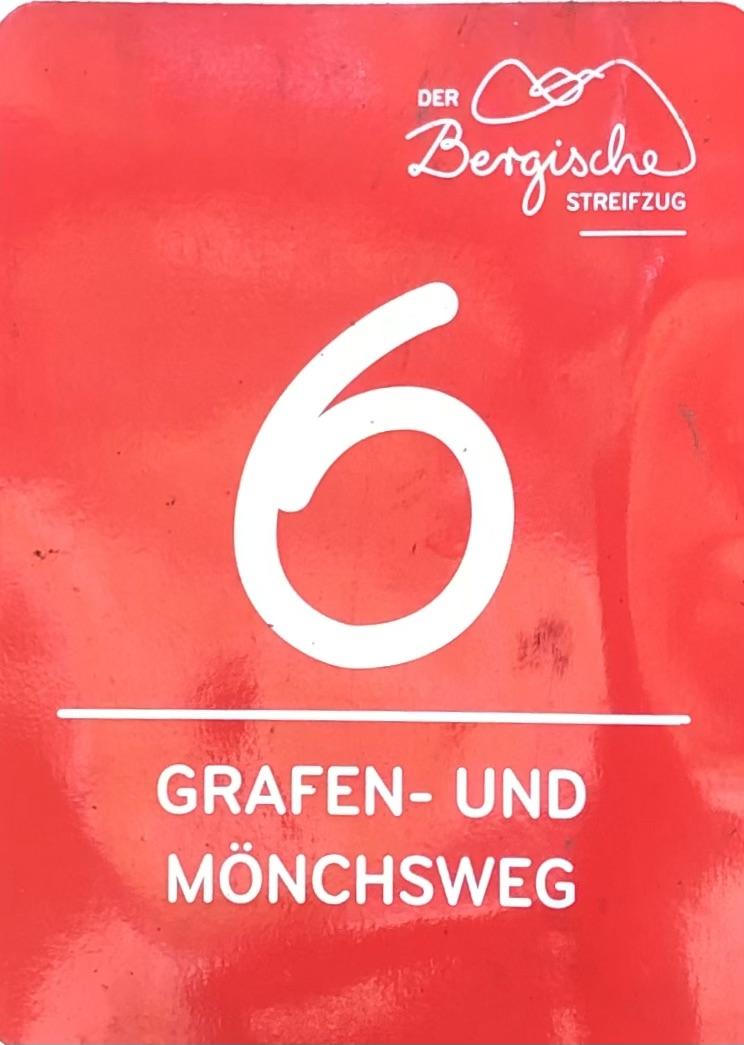
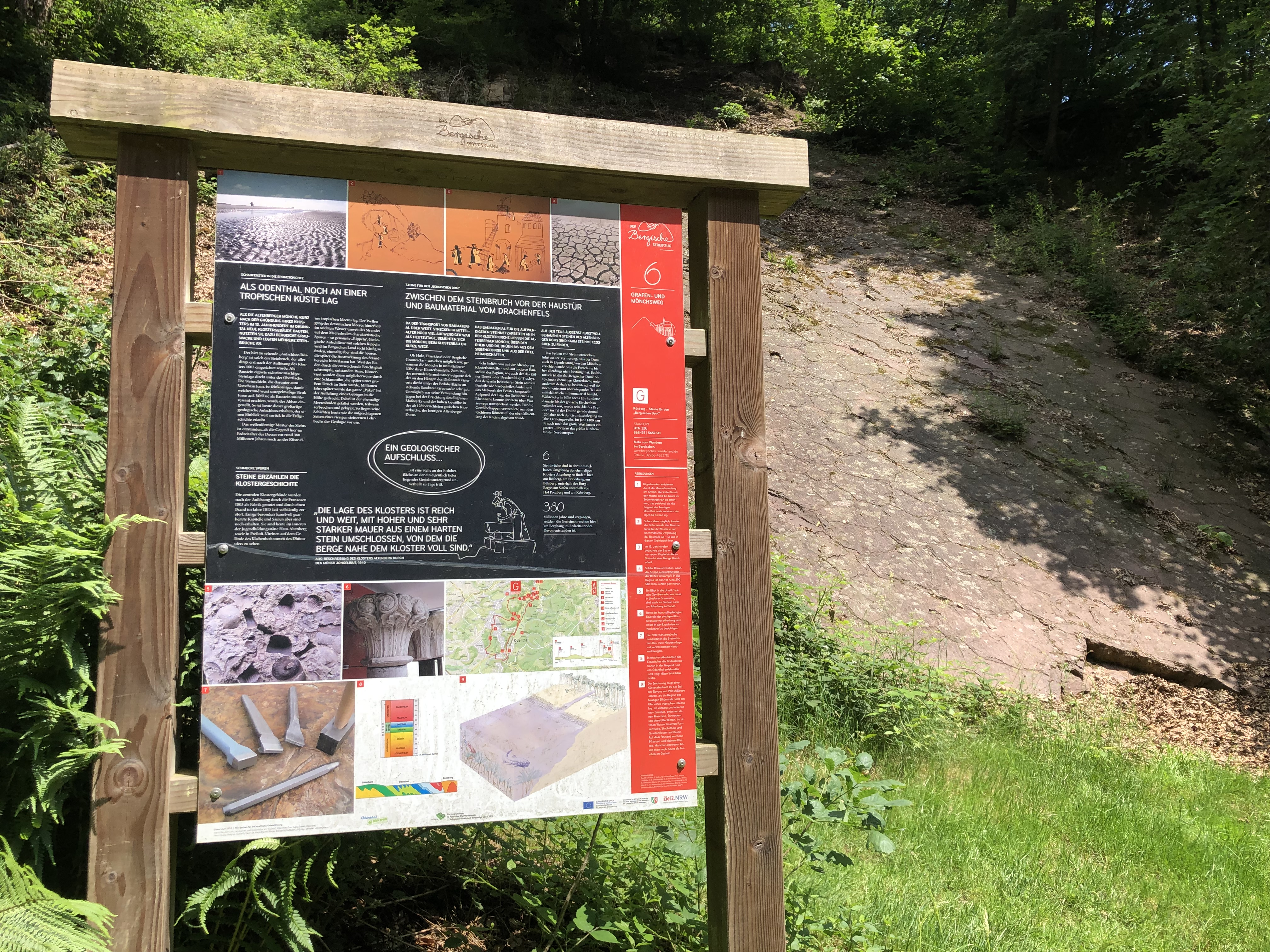
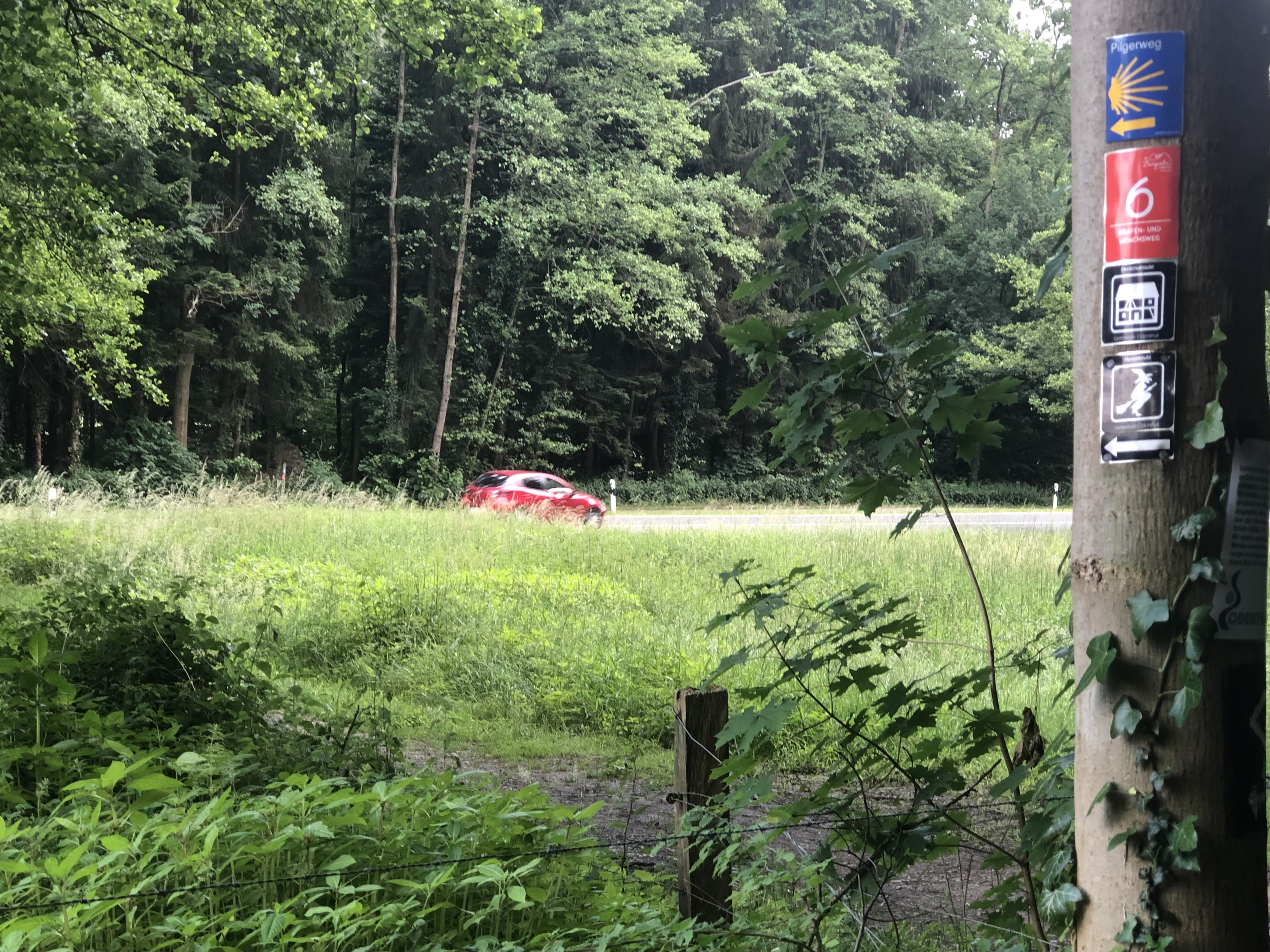
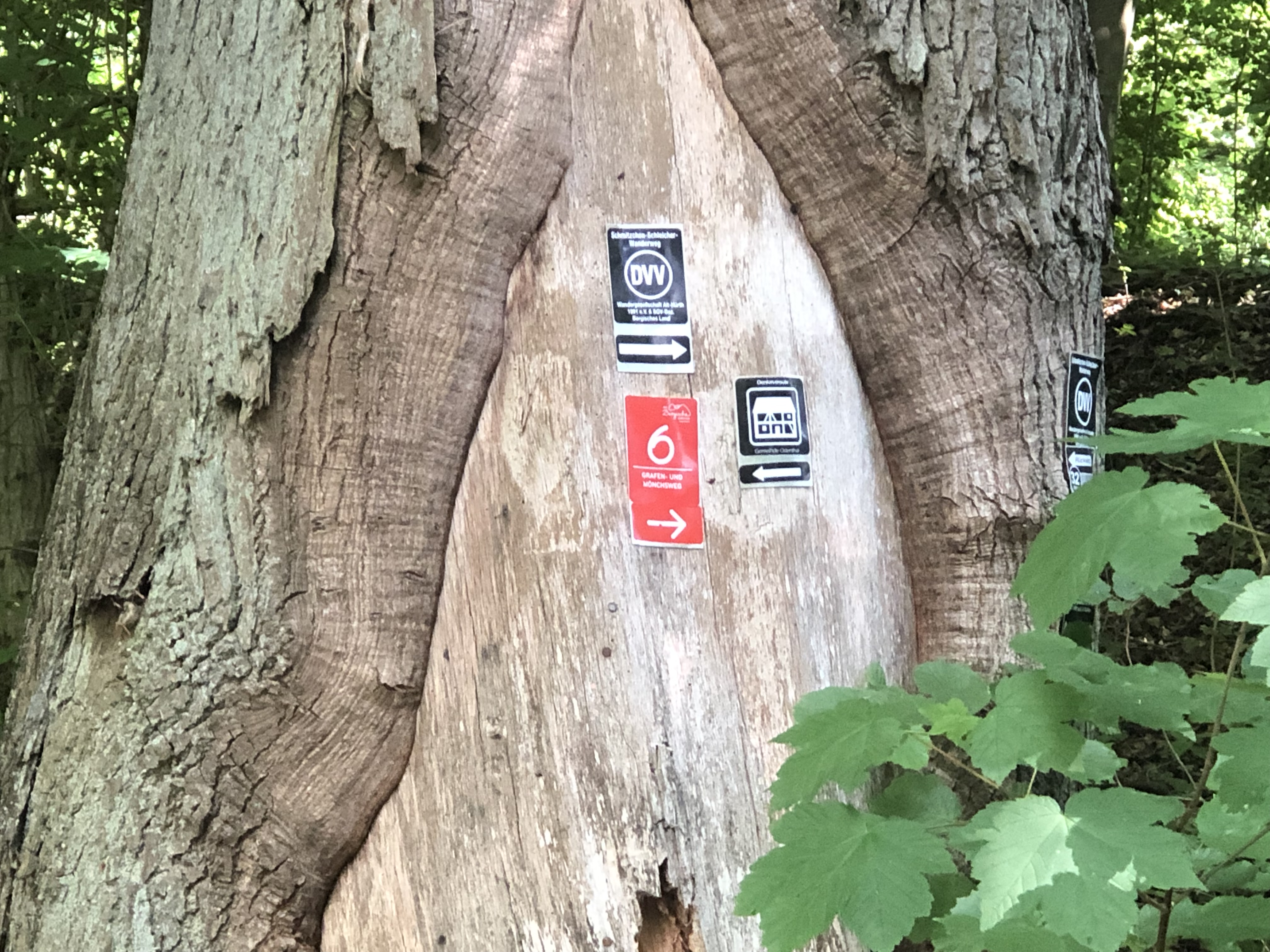
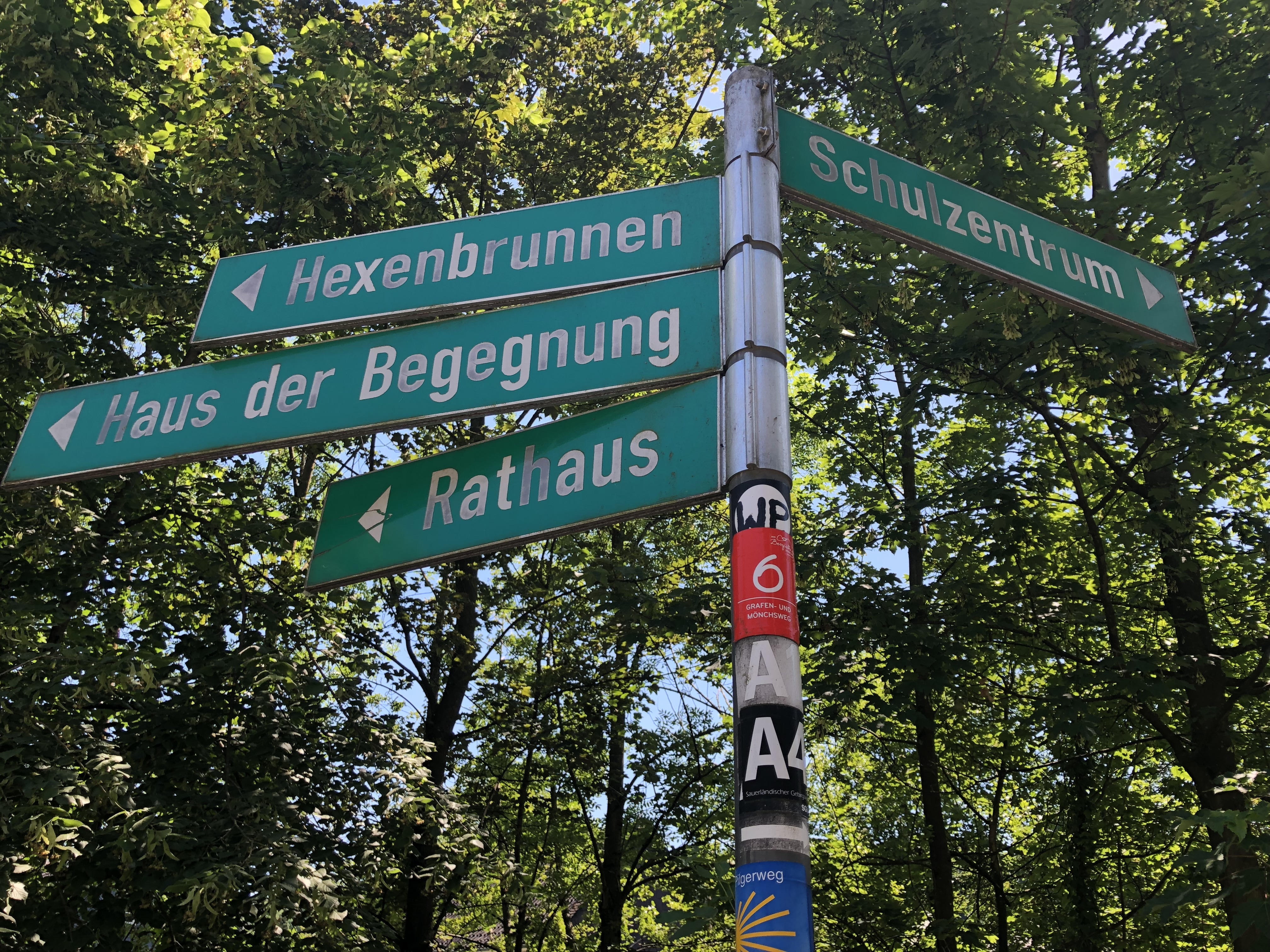
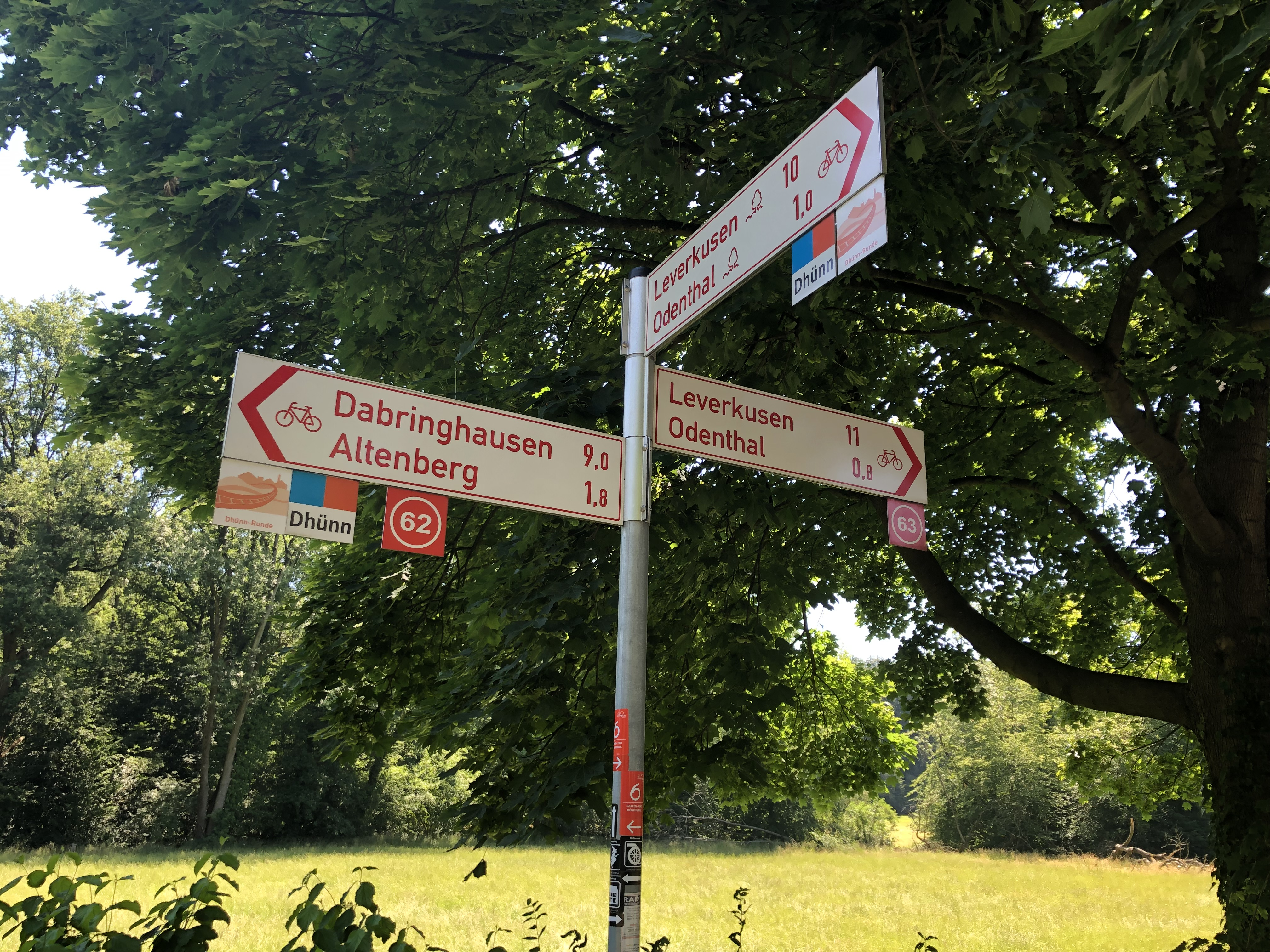
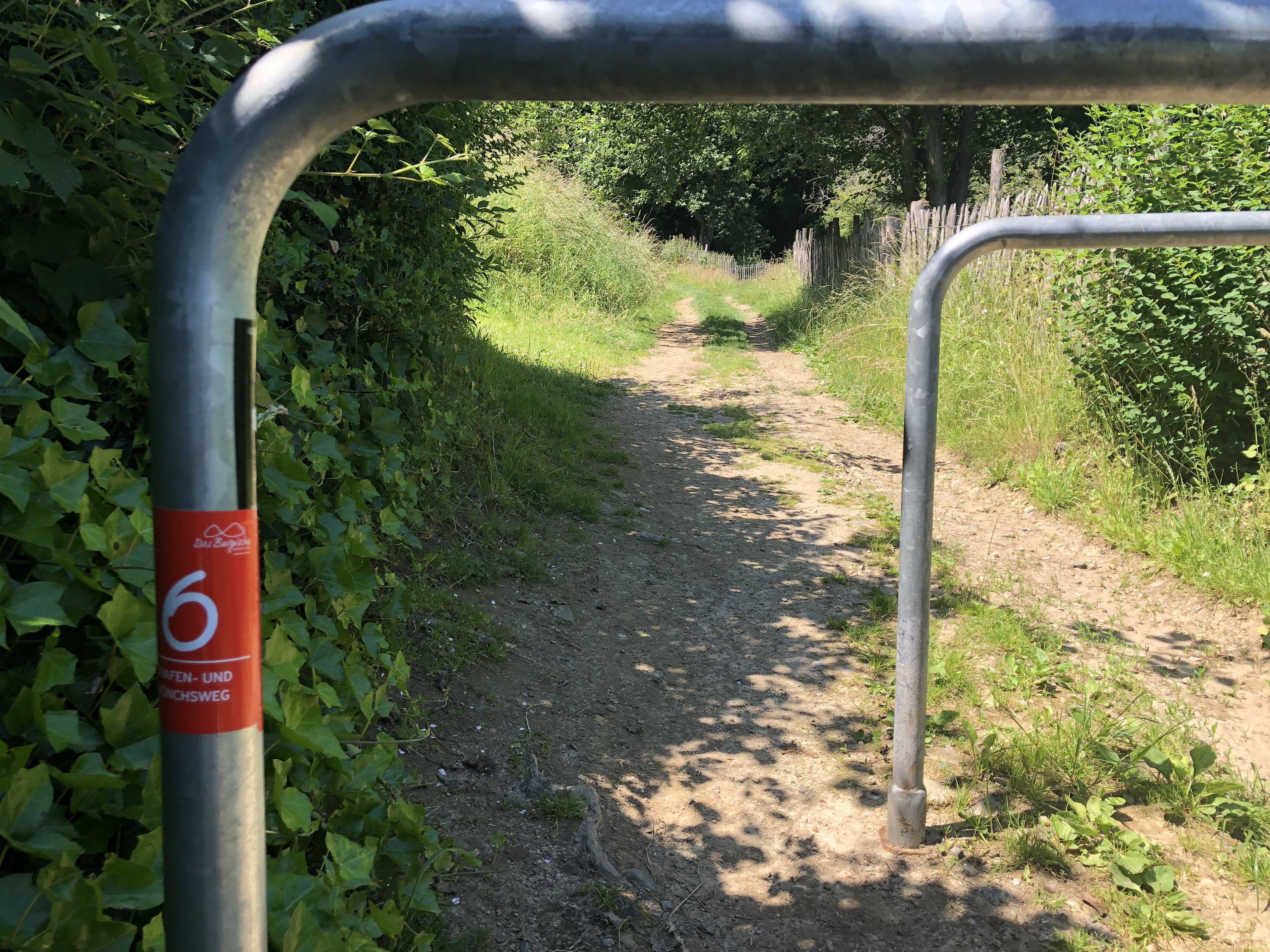

## Описание маршрута
Данный тематический туристский маршрут начинается у стенда «А» на автопарковке «Ам Рёсберг», который вводит в основные достопримечательности пути, и в первую очередь рассказывает об «Альтенбургском Доме». Здесь туристы посещают сам собор и информационно-туристский центр при нём. Далее путь проложен вблизи рыбных монашеских прудов. Рыба являлась основным продуктом питания монахов. В Средние века здесь разводились лососёвые, поскольку по Дюнну, свободному от плотин, проходная рыба заходила далеко в истокам реки на нерест.
Далее по маршруту можно увидеть часть сохранившейся монастырской стены, за которую монахам было запрещено заходить, чтобы не соприкасаться с мирской жизнью. Рядом — археологические раскопки на месте бывшей крепости Берге. Лесная дорога почти без подъёмов и спусков приводит к мосту через Дюнн, переходя который турист попадает на оживлённое шоссе, с которого открывается вил на замок Штраувайлер замок Штраувайлер. В настоящее время он принадлежит старой дворянской семье Сайн-Витгенштейн. Перед Менратом нужно свернуть с шоссе и начать первый значительный подъём в водоразделу мимо хутора Юнгхольц. Сразу за хутором установлен стенд «С» маршрута, посвящённый истории средневековых горных колёсных дорог. В настоящее время они в своём большинстве заброшены, но в этом месте открывается ложбина одной из таких дорог в пределах Альтенберга-Оденталя. Постепенно лесная, затем просёлочная дорога приводит в Глёбуш.
За поселением Графско-монашеский путь уходит в красивую долину небольшого водотока Озенауер Бах, на склоне которой установлен стент «D» маршрута. Он информирует о том, как охранялись графские владения, в том числе и от диких зверей. Чуть ниже начинаются постройки Озенау, в том числе одноимённый замок Озенау (Schloss Osenau). На пути о замке информирует специальный стенд.
Переходя шоссе L101 туристы спускаются к реке Дюнн, пойма которой является природоохранной территорией. Поднимаясь против речения реки и вновь переходя через шоссе L101, путешественники идут по старой колёсной дороге через поселения Штайн и Фарцемих Фарцемих. В Штайне можно осмотреть экспозицию музея мельниц, часть из которых является действующими.
За шоссе районного значения К29 начинается последний крутой подъём по тропе. Здесь установлен стенд «Е», рассказывающий о хозяйственном освоении долины Дюнна графами и монашеским орденом цистерцианцев. Немного выше туристы выходят на выровненный участок местности, на котором установлен информационный стенд «F». Он повествует о проведённых в этом месте археологических раскопках и обнаруженных свидетельствах материальной культуры древнего поселения-крепости Эрберих. Далее путь выходит из леса и по полевой дороге приводит о окраине современного населённого пункта Эрберих, но сворачивает в сторону к лесу и начинается крутой спуск в долину Дюнна. На одном из поворотов лесная тропа выводит к стенду «G». На нём размещена геологическая информация об открывающемся рядом большом и редком обнажении коренных горных пород. Геологические исследования свидетельствую, что эта граувакка 390 миллионов лет назад отлагалась на дне тёплого тропического девонского моря в виде песка и глины. Данные стенда говорят о том, что в этих окрестностях выламывали граувакку и из неё были построены бург Берге и Альтенбергский Дом.
Чуть ниже по пути установлен последний стенд «H», посвящённый ранней истории крепости Берг и археологических находок, включающих украшения, изготовленных из благородных металлов. Дальше путь туристов замыкается у стенда «А».

## Галерея 2

Тематические достопримечательности маршрута
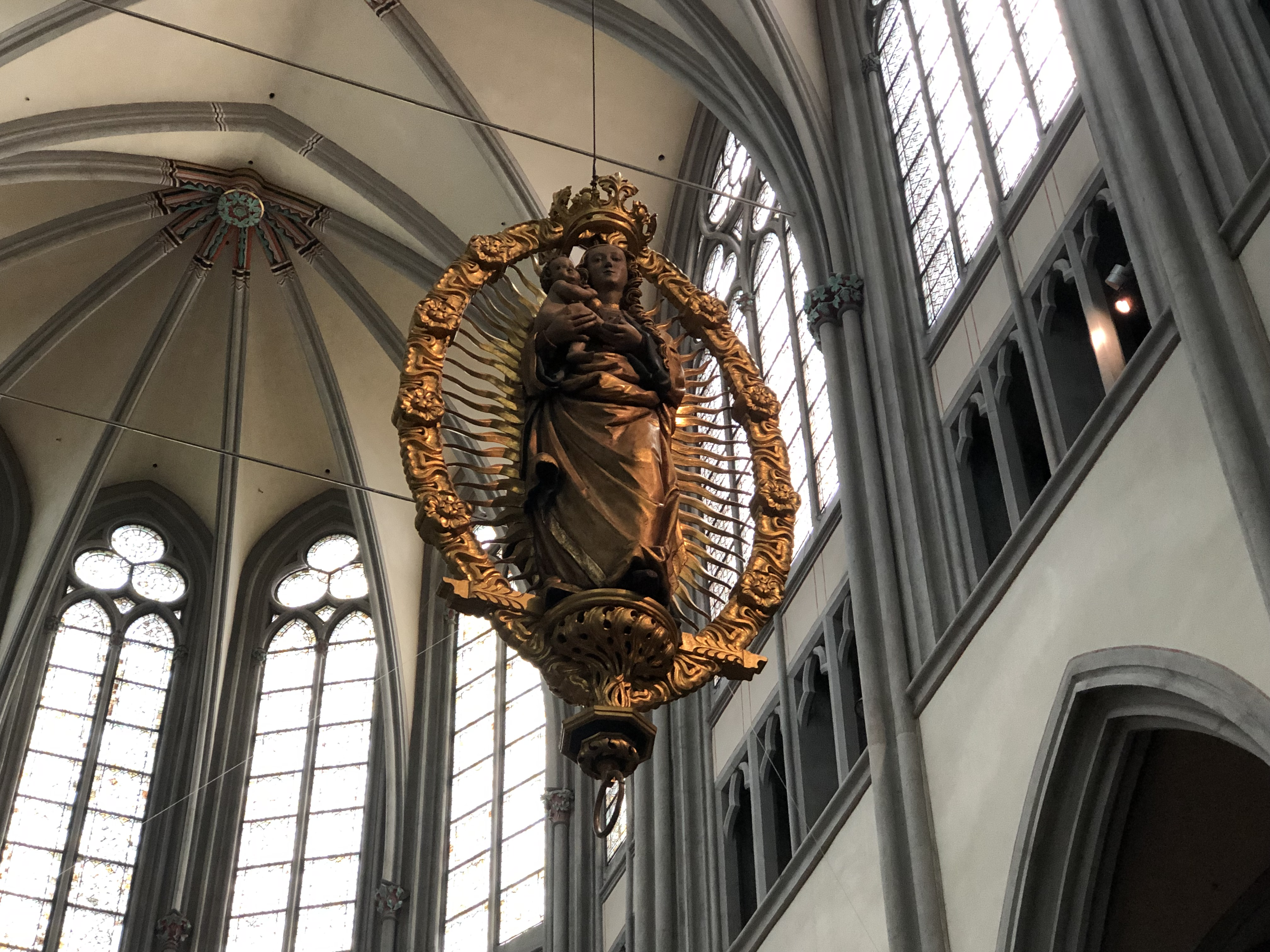
Собор Альтенберга
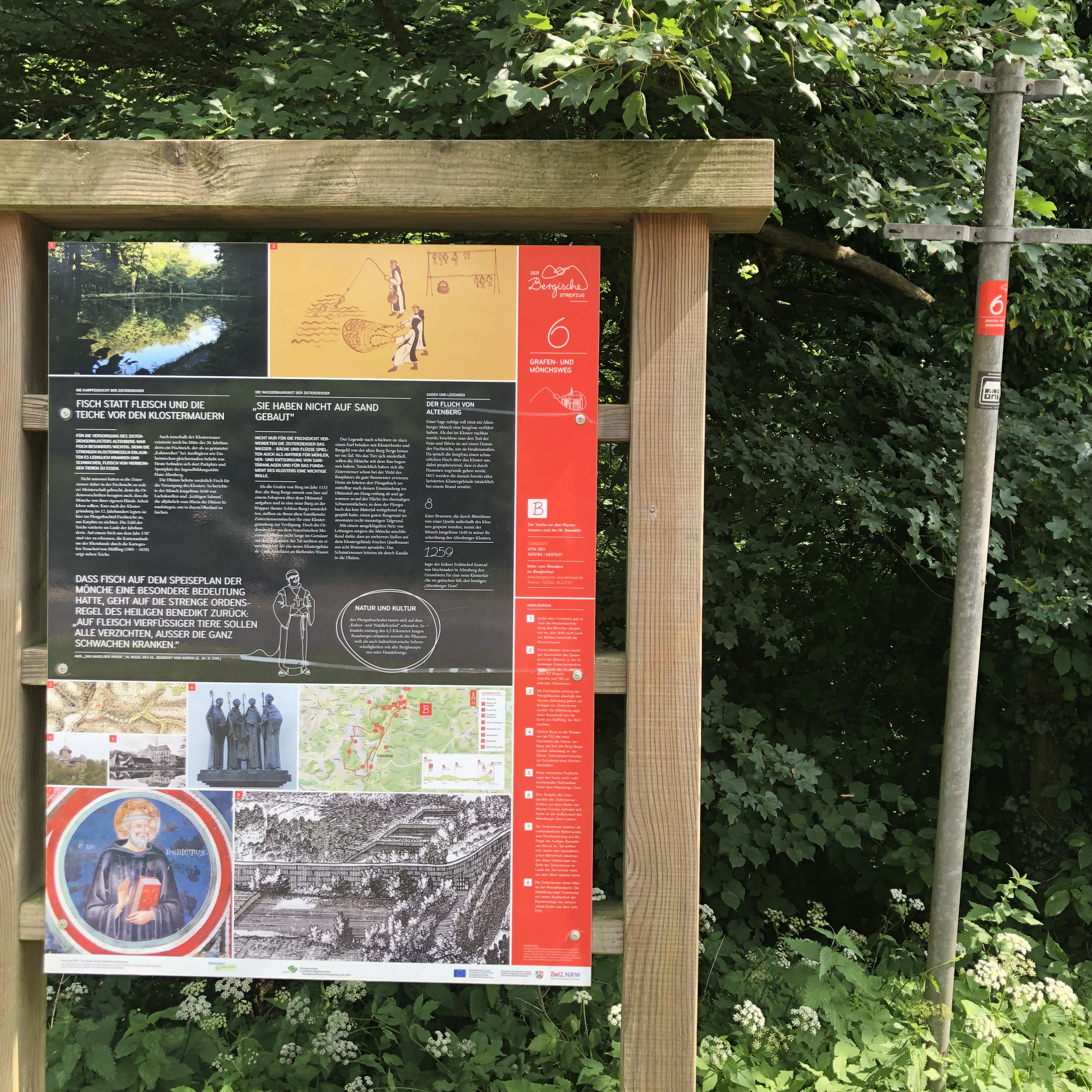
Стенд B: Монашеские пруды
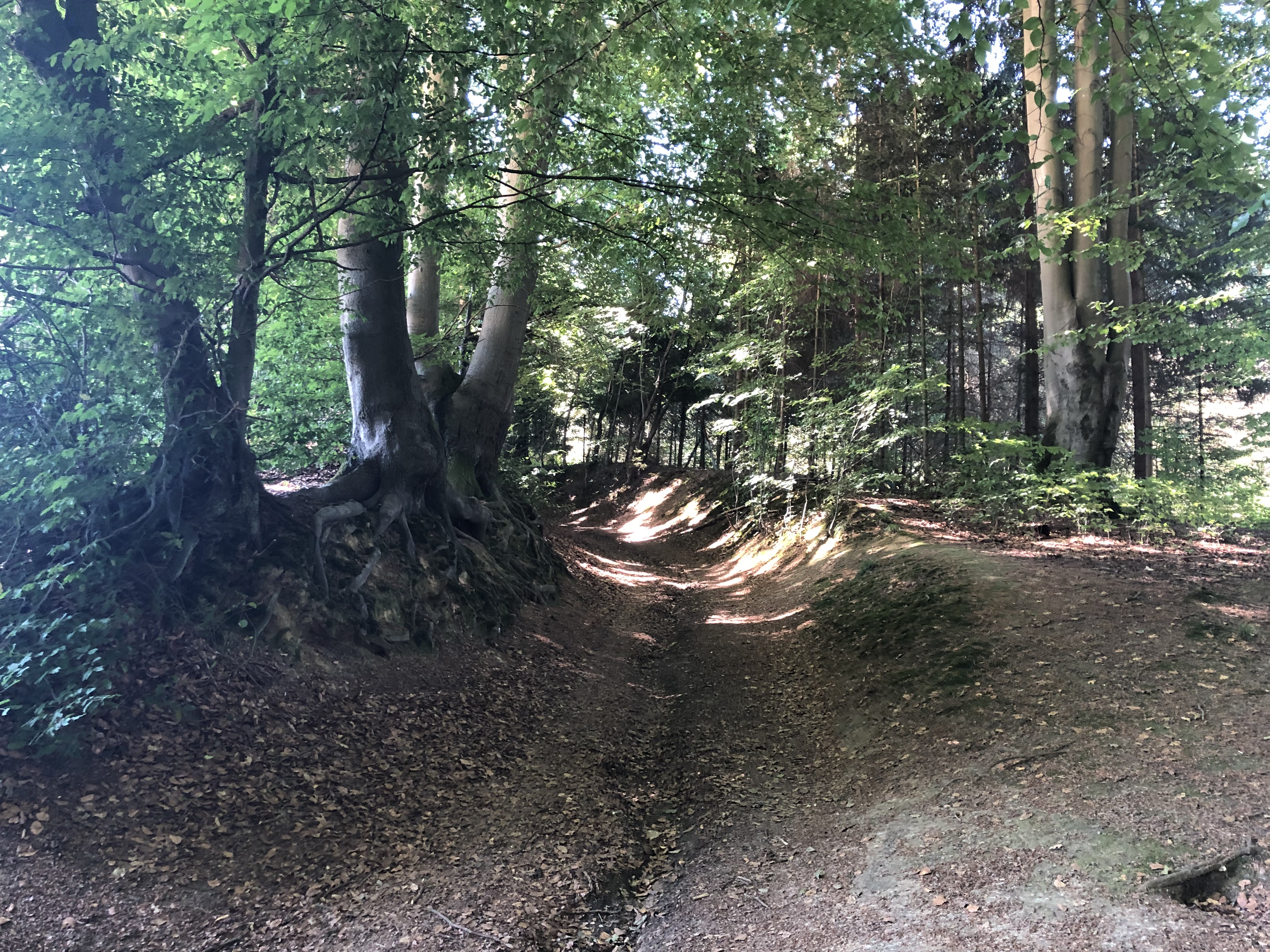
Средневековая дорога у стенда С.
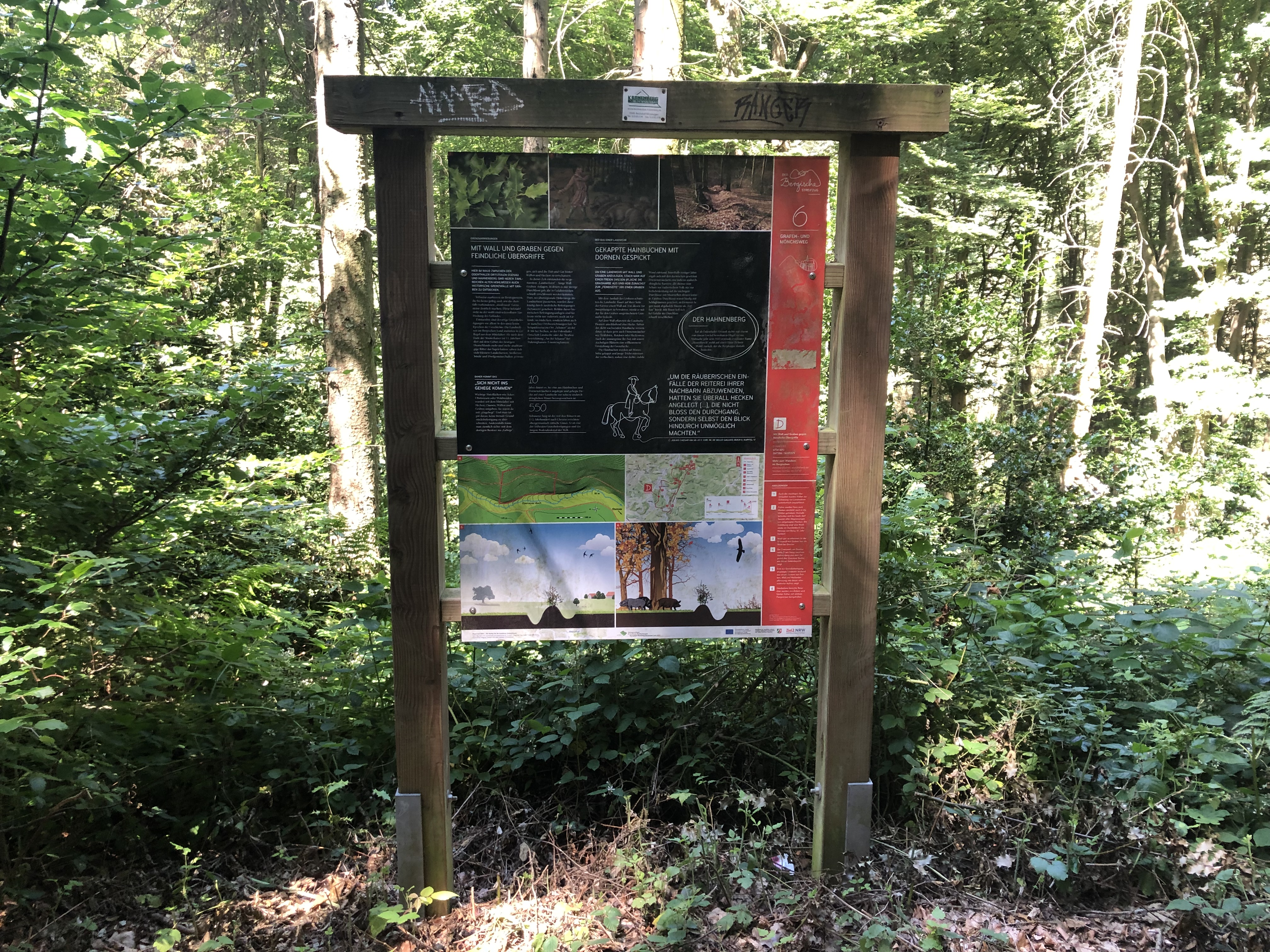
Стенд D: Охрана графских владений.
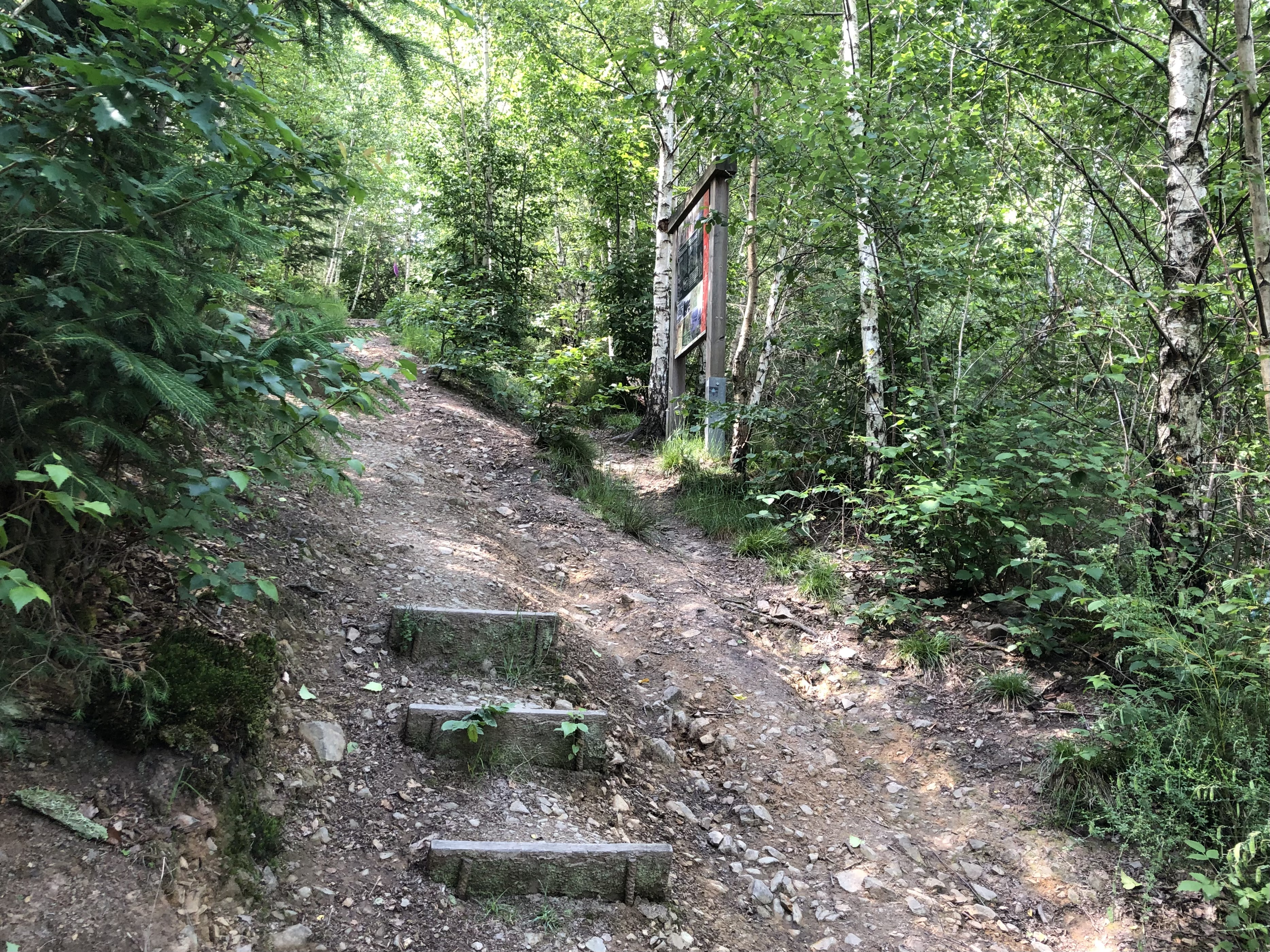
Стенд E: Труды монахов в долине Дюнна.
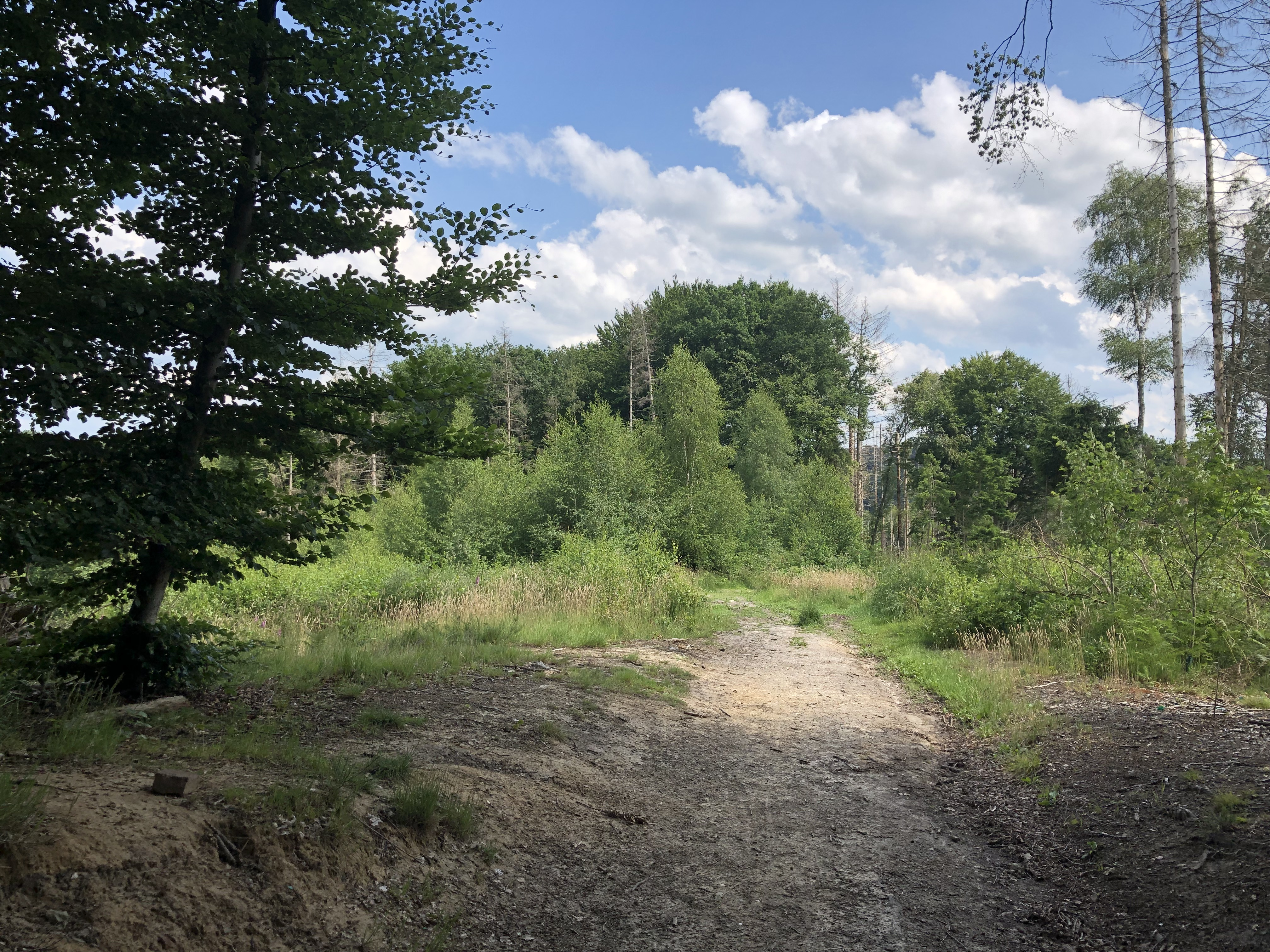
У стенда F: здесь была крепость Ерберих.
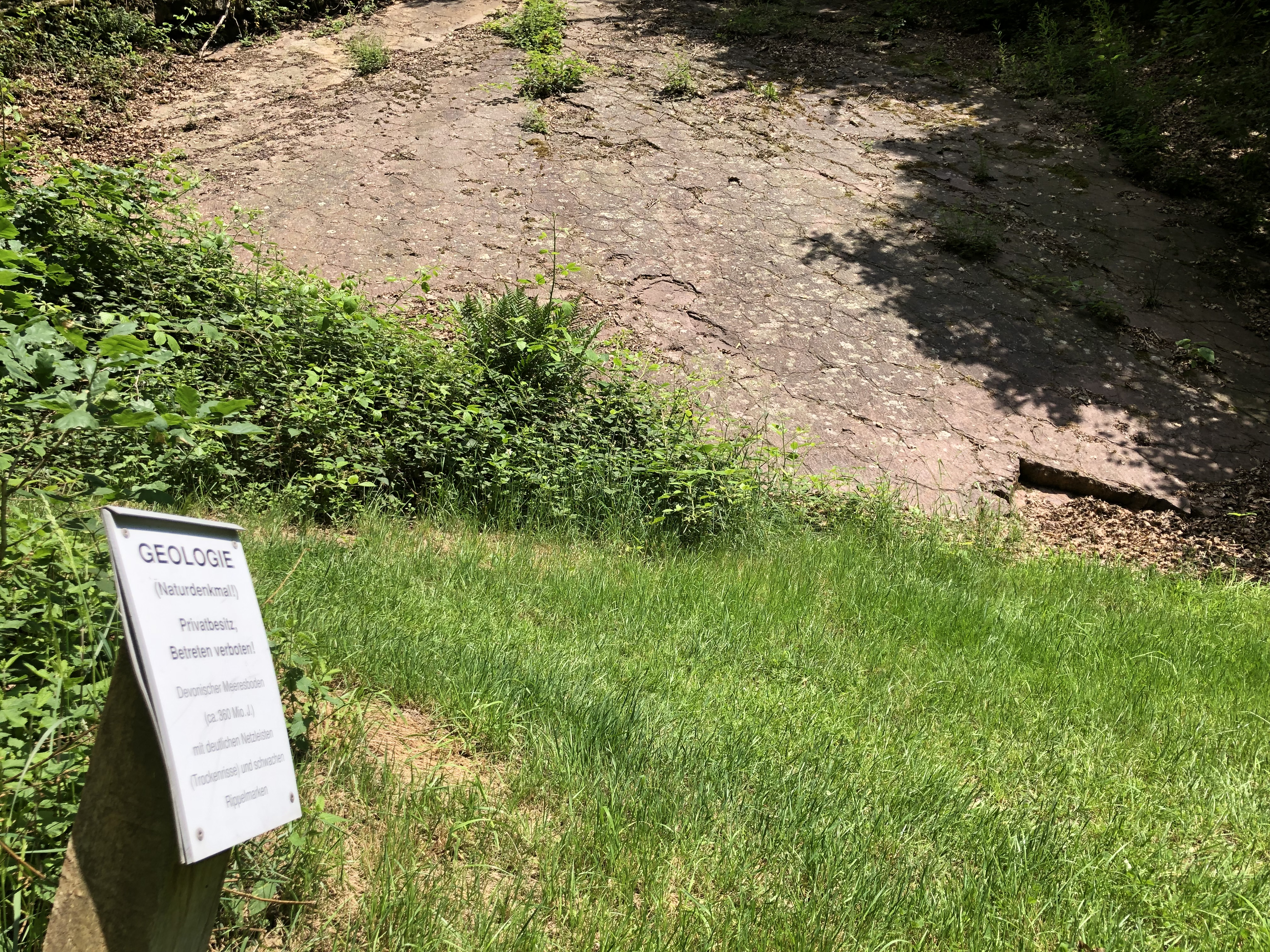
У стенда G: геологическая история региона.

## Справочные сведения
Подъезды:
- На автомобиле по Автобану A1 до развязки 97 «Буршайд» (Burscheid), далее вправо по B51 (L188) примерно 2 км до развязки с L310), по которой через поселение Блехер (Blecher) и далее по серпантинному спуску в долину Дюнна до парковки Ам Рёсберг (Am Rösberg).
- На автобусе от автостанции Леверкузена (рядом с вокзалом) маршрутом 212 до остановки Альтенберг.

Начало и конец маршрута у парковки Ам Рёсберг (здесь установлен первый стенд маршрута (А). Пешеходный маршрут проходит как по лесным и полевым дорогам, так и тропам и совсем немного по асфальту. У Альтенберского Дома существует соединение с многодневным туристским пешеходным маркированным маршрутом Бергский путь. Рядом со входом в Альтенбергский Дом находится Туристско-информационный центр, где можно приобрести брошюру с картосхемой маршрута 6.

## Галерея 3

Природные красоты маршрута
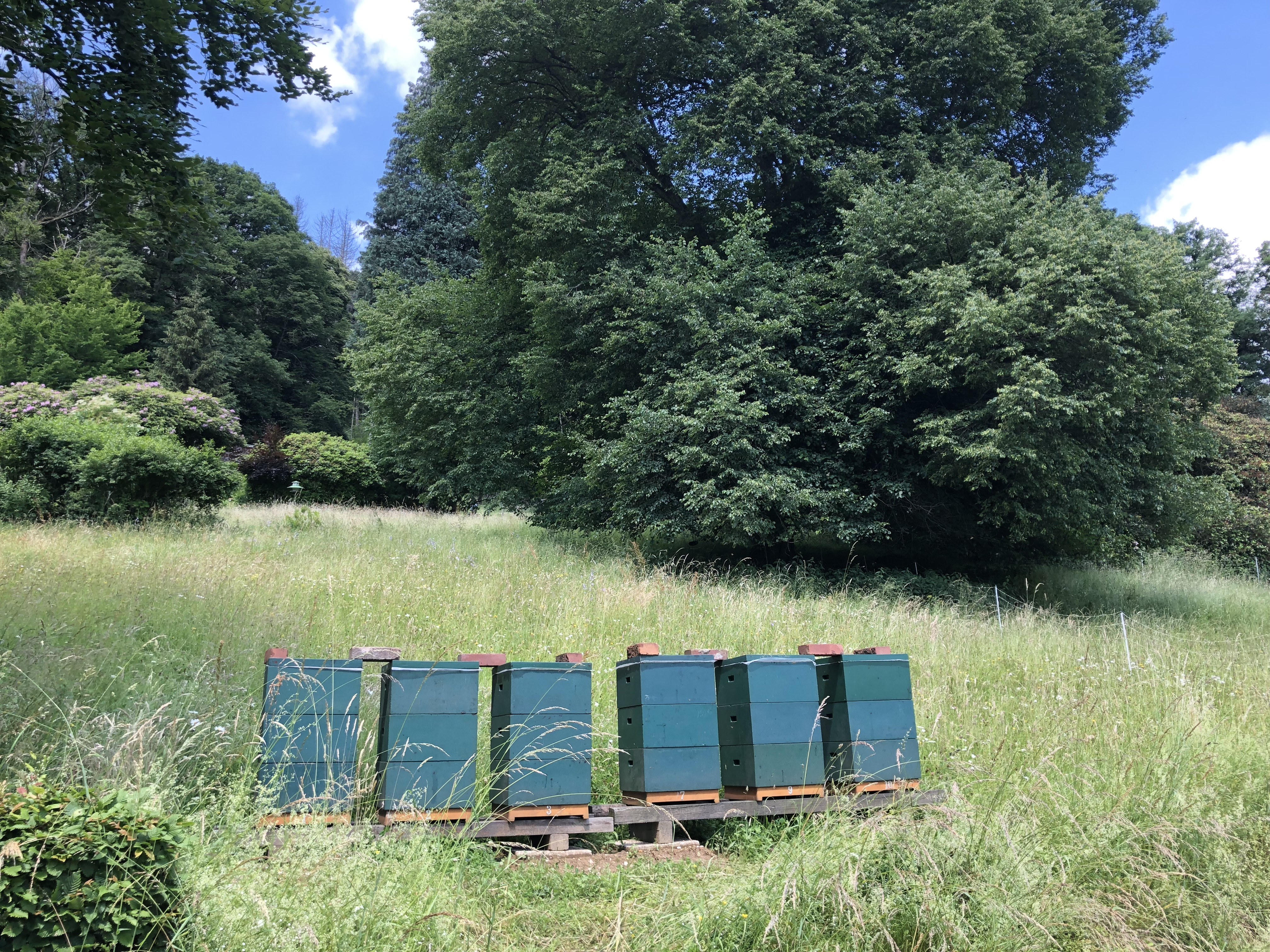
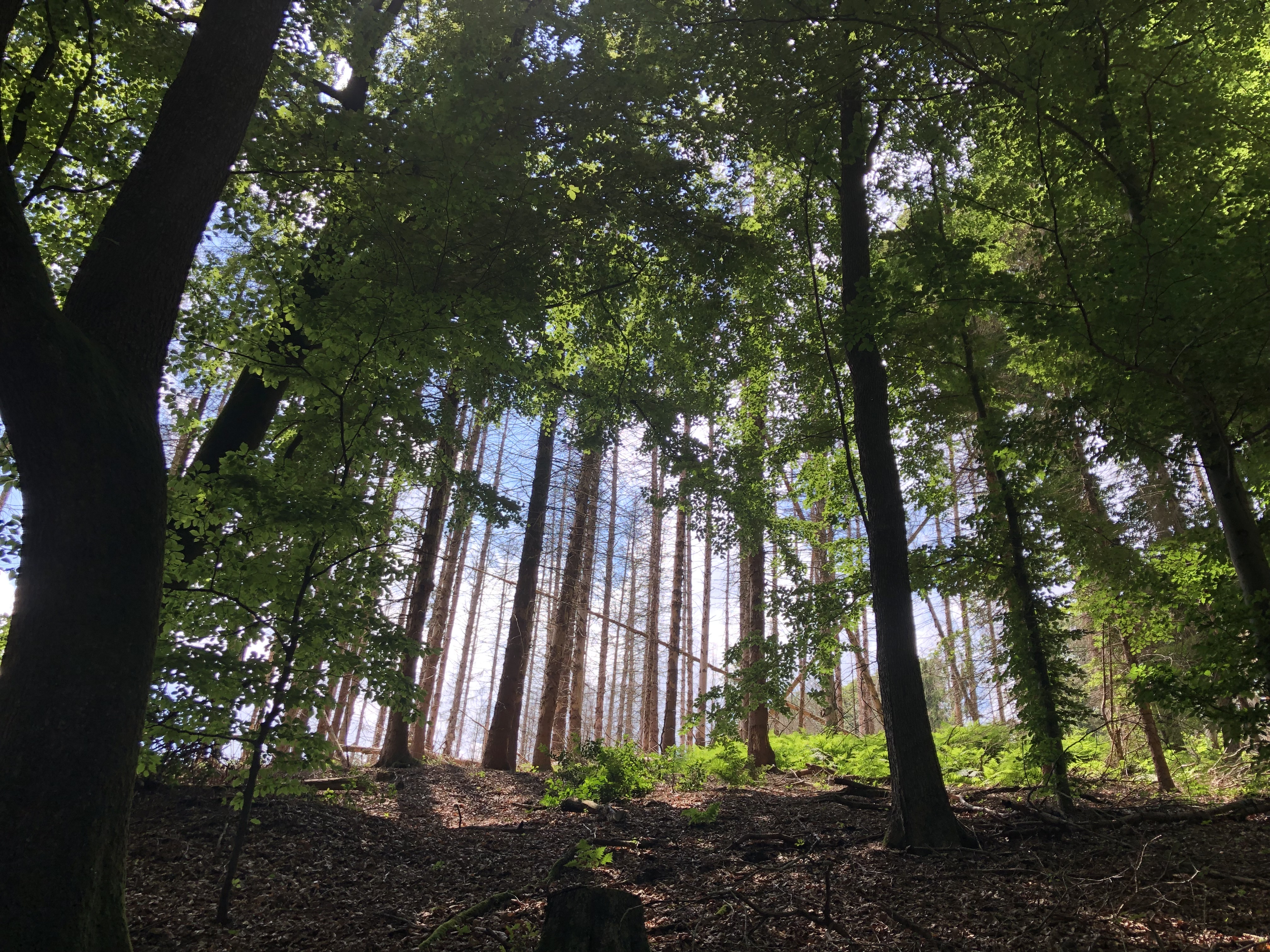
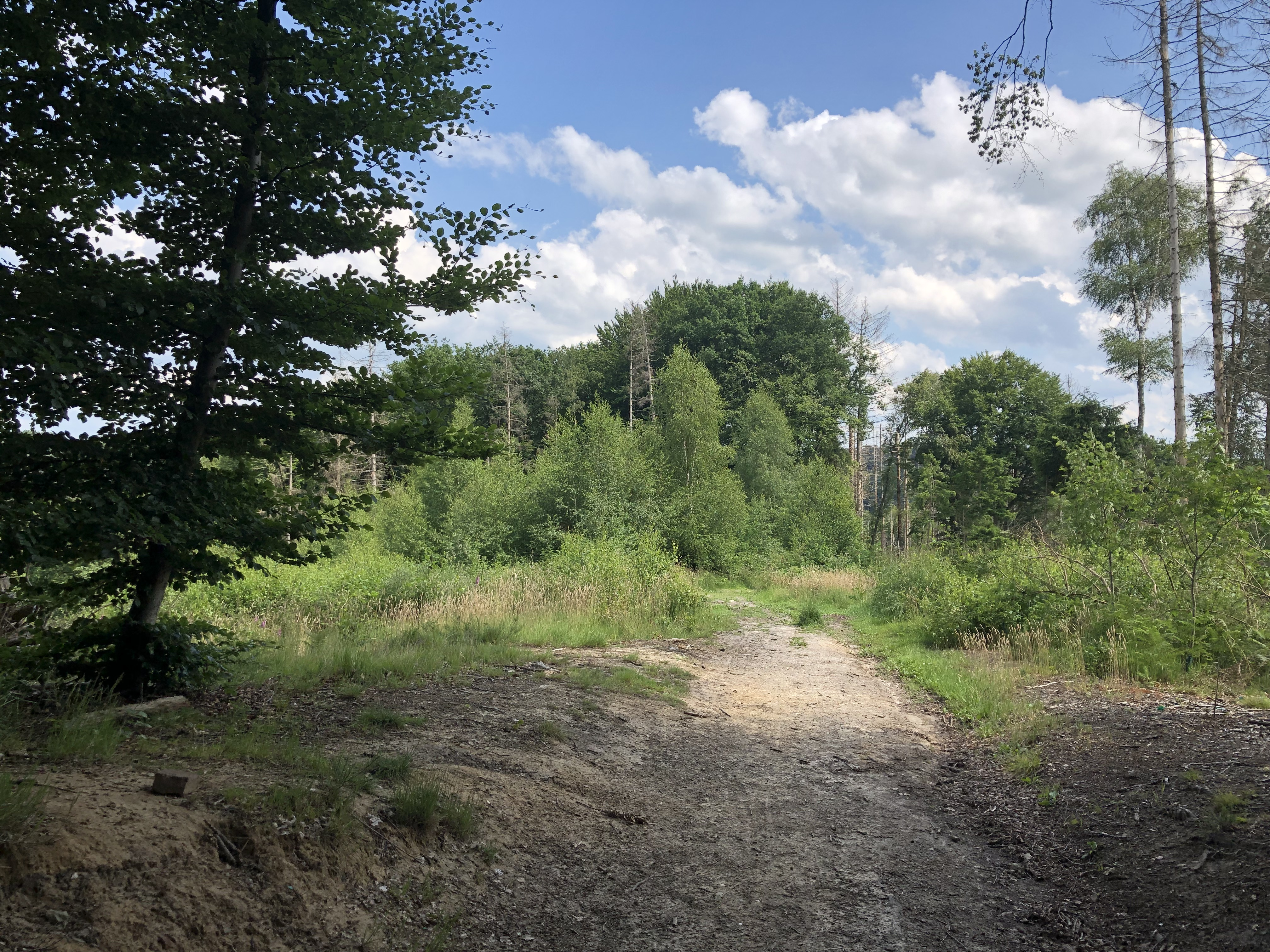
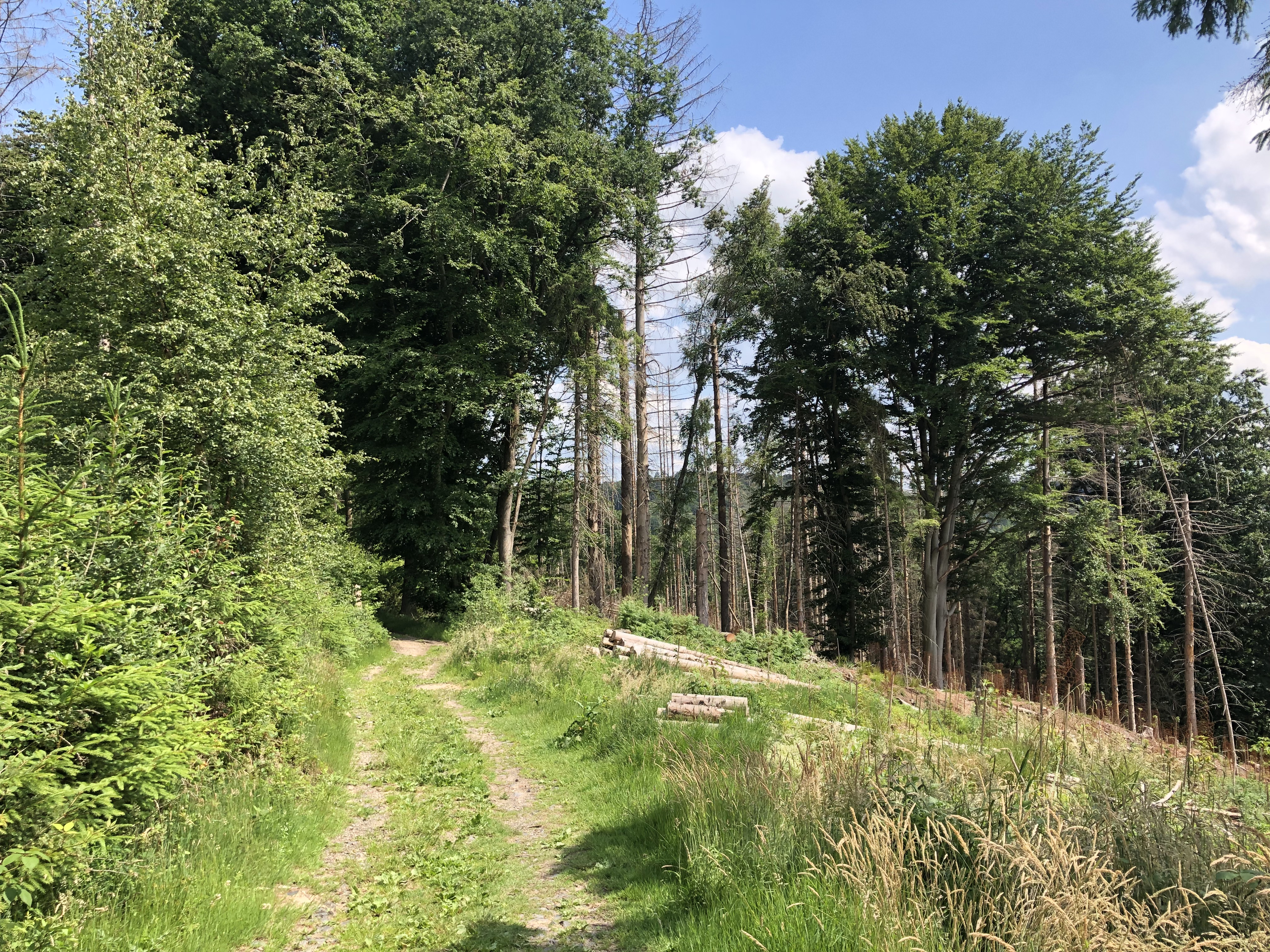
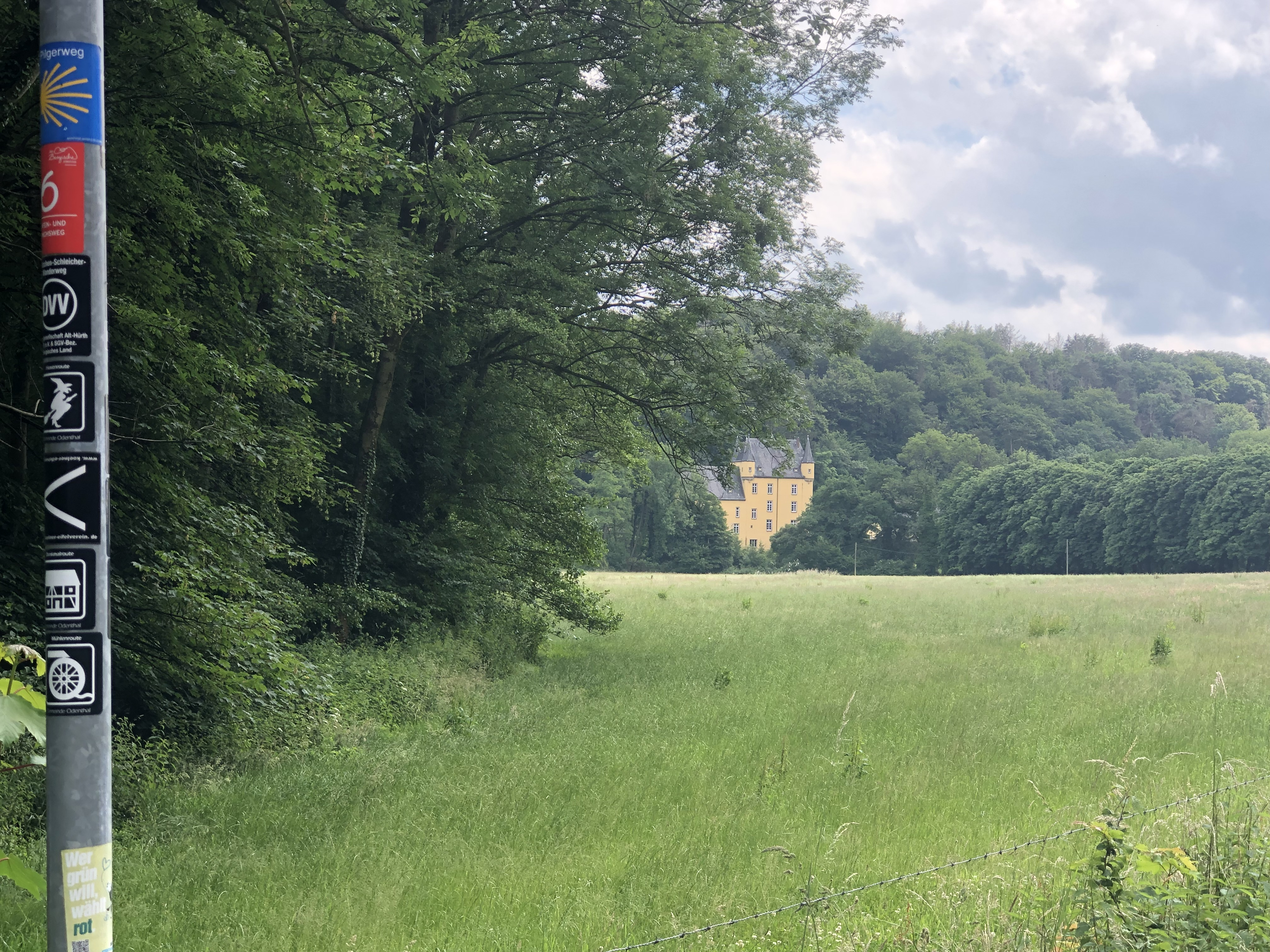
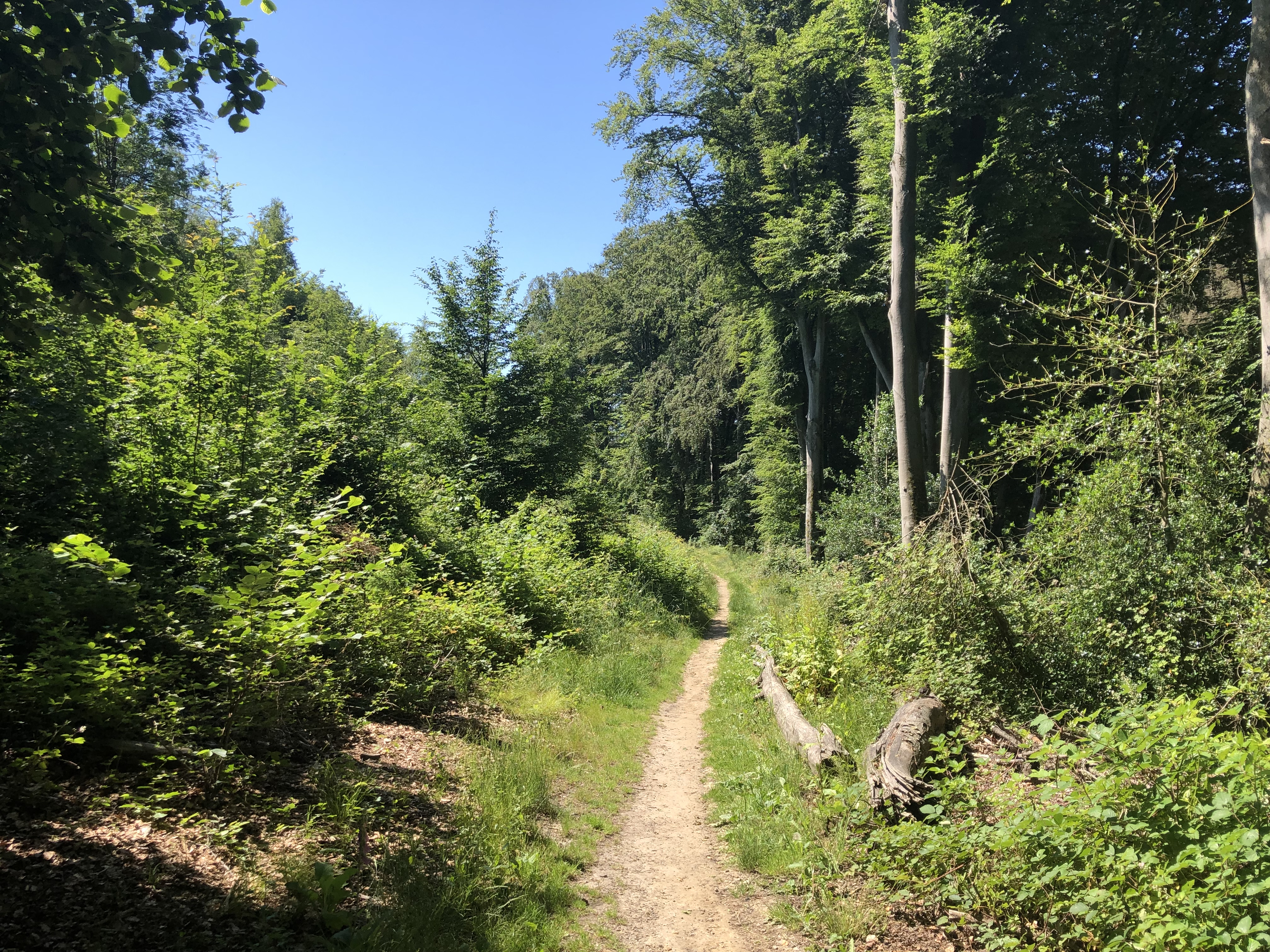
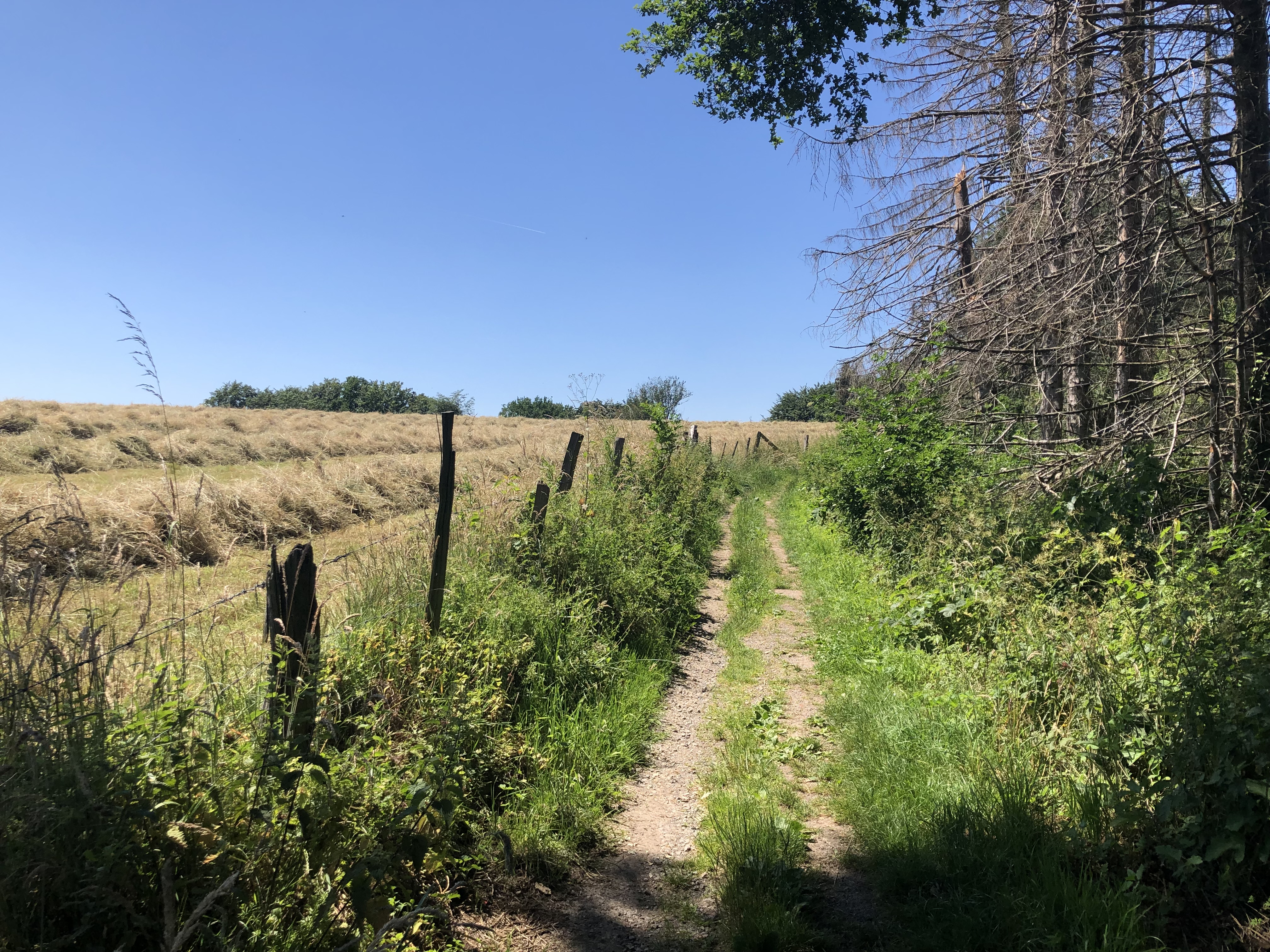